# آبشار نیجرتا
آبشار نیجرتا (به انگلیسی: Nigretta Falls) آبشاری است که در استرالیا واقع شده و ارتفاع کلی ریزشگاه آن ۹ متر است.